# Hans Beckmann (Offizier)
Hans Beckmann (* 1. Februar 1915 in Lebus, Brandenburg; † 6. März 1982 in Berlin) war Offizier der Nationalen Volksarmee (NVA) in der DDR. Er war Kommandeur  der Militärpolitischen Hochschule „Wilhelm Pieck“ und Chefredakteur der Zeitung Die Volksarmee.

## Leben
Bis 1936 arbeitete der Sohn eines Eisenbahners als Geselle und Tischler in Frankfurt (Oder). 1936 wurde er als Arbeitsmann zum Reichsarbeitsdienst eingezogen und war in Bersten eingesetzt. Von März bis November 1937 arbeitete Beckmann als Modelltischler in Frankfurt (Oder) und wurde dann zur Wehrmacht eingezogen. Nach einer Ausbildung zum Flugzeugmechaniker in der Heeresfliegerstaffel Cottbus wurde er Fluglehrer an verschiedenen Flugzeugführerschulen der Luftwaffe. Ab März 1945 war er Lehrer an der Fliegerschule Straubing (Donau) im Rang eines Feldwebels. Im April 1945 desertierte Beckmann und geriet kurz darauf in Cham bei Regensburg in US-amerikanische Kriegsgefangenschaft, aus der er nach Kriegsende entlassen wurde.
1945 trat Beckmann in die KPD ein, wurde nach der Zwangsvereinigung von SPD und KPD 1946 SED-Mitglied, und ging als Abschnittsleiter der Kreispolizei Seelow in Booßen zur Deutschen Volkspolizei (DVP) der DDR. Von Juni bis Dezember 1946 besuchte er die Landespolizeischule in Biesenthal und wurde anschließend Kommissar der Volkspolizei (VP) und Abschnittsleiter der Schutzpolizei im Kreis Seelow. Von September 1947 bis April 1949 war Beckmann Lehrer an der Landespolizeischule Brandenburg in Biesenthal und Glöwen und wurde zum Oberkommissar befördert. Von April bis November 1949 war Beckmann Lektor an der Politoffizier-Schule der Volkspolizei in Torgau und wurde zum VP-Oberrat befördert. Anschließend war er „Polit-Stellvertreter“ der Volkspolizei-Schule Primerwald bei Güstrow und von Dezember 1950 bis Juli 1952 „Polit-Stellvertreter“ der Volkspolizei-Bereitschaft in Burg bei Magdeburg.
Von Februar bis Mai 1951 absolvierte Beckmann einen Lehrgang an der SED-Landesparteischule in Potsdam und wurde 1952 zum Oberstleutnant der Kasernierten Volkspolizei (KVP) ernannt. Von Juli 1952 bis Februar 1953 war er stellvertretender Leiter der Politabteilung der KVP-Bereitschaft in Eggesin und von März bis August 1953 Leiter der Politabteilung der KVP-Division in Prora. Von September 1953 bis November 1955 war er Leiter der Politabteilung der KVP-Division in Schwerin und wurde im November 1955 Leiter der Politabteilung der Politoffizier-Schule in Berlin-Treptow.
Von 1957 bis 1960 war er, als Nachfolger von Richard Hinz, im Rang eines Obersts Kommandeur der Politschule der NVA in Berlin-Treptow, die 1961 aufgelöst wurde. Ab Oktober 1960 war er Redakteur und von 1961 bis 1965 Chefredakteur der NVA-Wochenzeitung Die Volksarmee. Von 1965 bis 1967 studierte er Gesellschaftswissenschaften an der Militärakademie Friedrich Engels. Von 1967 bis 1976 war Beckmann Kommandeur der Militärpolitischen Hochschule „Wilhelm Pieck“. 1976 ging Beckmann in den Ruhestand.

## Ehrungen
- 1964 Vaterländischer Verdienstorden in Bronze[1]
- 1975 Vaterländischer Verdienstorden in Silber (DDR)[2]